# Hans Georg Näder

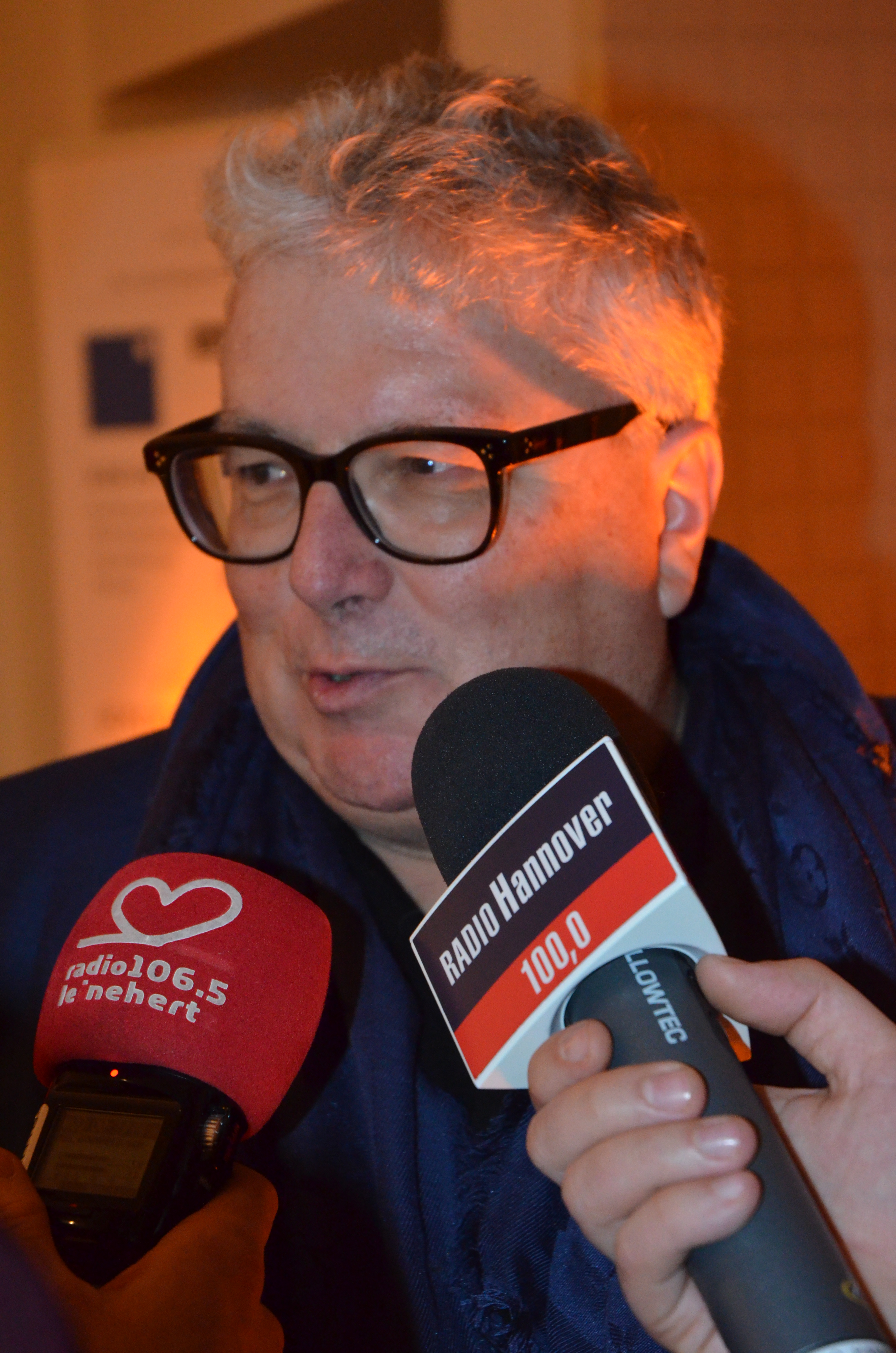
Hans Georg Näder im Radio-Interview

Hans Georg Näder (* 4. September 1961 in Duderstadt) ist ein deutscher Unternehmer und geschäftsführender Gesellschafter der Ottobock-Firmengruppe.

## Leben
Hans Georg Näder wurde als einziger Sohn der Familienunternehmer Maria und Max Näder geboren. Er studierte in Nürnberg Betriebswirtschaft.

### Ottobock
1990 übernahm Näder von seinem Vater die Geschäftsführung der Ottobock-Firmengruppe. In dritter Generation trieb er die Internationalisierung des Familienunternehmens erfolgreich voran und machte Otto Bock zum Weltmarktführer in der Prothetik. Mittlerweile ist die Otto-Bock-Firmengruppe in 60 Ländern vertreten und beschäftigt insgesamt rund 9.000 Mitarbeiter.
In den Jahren 2012 bis 2018 entnahm Näder Ottobock immer höhere Summen als das Unternehmen an Gewinn erzielte, so dass die Eigenkapitalquote zwischen 2011 und 2021 von 50 % auf 16 % sank.
2017 verkaufte Näder eine 20%-Beteiligung an die schwedische Kapitalbeteiligungsgesellschaft EQT. Nachdem EQT im Juni 2023 den Verkauf der Beteiligung einleitete, kaufte Näder im März 2024 die Anteile zurück. Für den Rückkauf lieh er sich 1,1 Milliarde Euro bei Kreditfonds und verkaufte kurzfristig die Tochterfirma Sycor.
2019 musste Näder den 2017 von Ottobock übernommenen US-Prothesenhersteller Freedom Innovations nach einer Wettbewerbsklage der Federal Trade Commission wieder verkaufen.
2022 entließ Näder innerhalb von drei Tagen mit Philipp Schulte-Noelle, Kathrin Dahnke und Andreas Goppelt fast den gesamten Vorstand von Ottobock.

### Weitere Tätigkeiten
Am 31. Januar 2005 wurde er zum Honorarprofessor der Privaten Fachhochschule Göttingen (PFH) berufen. Seit Oktober 2009 ist er Gastprofessor an der Capital Medical University in Peking. An der PFH in Göttingen war er Impulsgeber für die Einrichtung des neuen Studiengangs Orthobionik. Er ist zudem Initiator und war Vorsitzender des Stiftungsrates der Südniedersachsenstiftung. 2022 wurde er zum Honorarprofessor der HAWK Hochschule in Göttingen ernannt.

### Privates Leben
Hans Georg Näder ist Vater von zwei Töchtern, Julia, die in der Stiftungsarbeit der Familie tätig ist, und Georgina Maria, die im Aufsichtsrat von Ottobock sitzt.
In 2015 sagte er der Berliner Morgenpost, „Die Ehe funktioniere für ihn nicht mehr“ und dass er mit einer kubanischen Sängerfreundin zusammen war. Die namentlich unerwähnte Frau sei Sängerin und ihre Musik in Näders Musikverlag HGN Productions & Verlag erschienen.
Im Juni 2017 machte Näder nach monatelanger Beziehung dem deutschen Model Nathalie Scheil einen Heiratsantrag und kaufte eine viertelseitige Anzeige im Berliner Tagesspiegel, in der die Verlobung bekannt gegeben wurde. Das Paar trennte sich kurz vor ihrer Hochzeit, die im Mai 2018 auf Ibiza stattfinden sollte, nachdem Scheil dabei erwischt worden sei, Näder in seinem Berliner Haus untreu gewesen zu sein. Trotz der Absage der Ehe führte Näder die dreitägige Ibiza-Feier ohne die Braut im Mai 2018 durch, an der Hunderte von Gästen teilnahmen.

### Immobilien
Seit 2011 plant Näder die Entwicklung des Geländes der ehemaligen Bötzow-Brauerei in Berlin. 2009 eröffnete das neu erbaute Science Center Medizintechnik an der Berliner Ebertstraße als Ort der öffentlichen Ausstellung Begreifen, was uns bewegt sowie als Veranstaltungsort für Kongresse und Seminare.
Neben seinem unternehmerischen Wirken engagiert sich Hans Georg Näder im sozialen, kulturellen, kirchlichen sowie humanitären Bereich. Dabei unterstützt er insbesondere seine Heimatregion und ermöglichte u. a. die Entstehung des Schützenmuseums in Duderstadt. So unterstützte er beispielsweise 2006 die Restaurierung der Göttinger Universitäts-Sternwarte. Am 15. Dezember 2011 eröffnete er die Kunsthalle HGN. In dem privaten Ausstellungsgebäude im Karl-Wüstefeld-Weg in Duderstadt stellt Näder seit Dezember 2011 der Öffentlichkeit einige Werke seiner Kunstsammlung vor, darunter rund 120 Werke von Helmut Newton.
Im Herbst 2009 rief Hans Georg Näder das Projekt Masterplan Duderstadt 2020 ins Leben, bei dem zukunftsweisende Ideen für eine nachhaltige Stadtentwicklung erarbeitet werden und im Rahmen dessen das Buch Duderstadt – Eine Stadt in Bewegung erschien. 2011 wurde ihm für sein Engagement die Ehrenbürgerwürde verliehen. Zwischenzeitlich wurde die Projektlaufzeit verlängert und der Name in Duderstadt 2030 geändert.
2015 wurde am Duderstädter Hindenburgring das Max-Näder-Haus eröffnet. Das 1939 erbaute alte Wohnhaus der Familie Näder wurde um einem modernen vielkantigen Beton-Anbau des Architekten Rolf Gnädinger erweitert. Es beherbergt das bis 1919 zurückreichende Familien- und Firmenarchiv. Öffentlich wird das Haus unter anderen für Veranstaltungen der Stadt Duderstadt und des Landkreises Göttingen genutzt.
Im Oktober 2020 hat Hans Georg Näder seine Idee für die Entwicklung des Löwen-Quartiers in Duderstadt vorgestellt.  Hinter alten Fachwerkfassaden an der Marktstraße sollte zu Weihnachten 2023 ein 25-Meter Schwimmbad mit 4 Bahnen  eröffnet werden.
Zum Weiteren Immobilienbesitz gehört auch das Hotel zum Löwen in Duderstadt und das Gasthaus Graf Isang am Seeburger See.
Privat hat Näder diverse Wohnsitze weltweit.

### Wassersport
Näder ist seit vielen Jahren im Wassersport aktiv und hat sich im Laufe der Jahre zahlreiche Großyachten anfertigen lassen. Er ist Eigner der knapp 46 Meter langen Maxi-Segelyacht Pink Gin (Typ Baltic 152, gebaut 2006), mit der er 2007 vor der mallorquinischen Küste den New Zealand Millennium Cup gewann.
Er besitzt außerdem ein Amphibienfahrzeug, mit dem er den Ärmelkanal am 1. Juli 2008 in Weltrekordzeit überquerte.
Im Jahr 2013 stieg Näder mit einem Anteil von 80 % bei der finnischen Yachtwerft Baltic Yachts ein. Auf dieser Werft entstanden bisher sechs Schiffe für Näder, darunter auch seine Yacht Pink Gin VI, die als größte Segelyacht aus Carbon gilt. Die Kosten der aus steuerlichen Gründen auf Malta registrierten Yacht wurden auf 60 Millionen Euro geschätzt.
Im Dezember 2017 wurde gegenüber Medien bestätigt, dass sein jüngstes Segelschiff über ein sogenanntes steuersparendes  „Maltaleasing“- Modell betrieben wird. Diese Modelle gerieten im Zusammenhang mit den „Paradise Papers“ in die Kritik.
Näder war über die Pink Shadow GmbH & Co. KG Eigner der 45,6 Meter langen Motoryacht Pink Shadow, die als Versorger seiner Segelyacht diente. Diese wurde im Dezember 2021 verkauft, ihr letzter bekannter Preis lag bei 13,95 Millionen Euro.
2020 hat Hans Georg Näder seine 2017 übernommene Pink Gin VI für 45 Millionen Euro erstmals erfolglos zum Verkauf angeboten. Im September 2021 reduzierte er daraufhin den Verkaufspreis auf 38 Millionen Euro. Nachdem die Yacht zuvor für 25,5 Millionen Euro angeboten worden war, wurde sie im Juni 2023 verkauft. Als Ersatz ließ er sich die 22,66 Meter lange Segelyacht Pink Gin Verde bauen. Sie ist mit elektrischem Antrieb und einem Carbonrumpf ausgestattet, der zur Hälfte aus Flachsfasern besteht. 2023 stand die Pink Gin Verde zum Verkauf.
Näder ließ sich eine weitere Motoryacht namens Pink Shadow von Damen Shipyards Group bauen, die 2023 ausgeliefert wurde.

## Gesellschaftliches Engagement und Parteispenden
Hans Georg Näder ist Kuratoriumsvorsitzender der 1987 von seinem Vater gegründeten firmenunabhängigen Otto Bock Stiftung zur Förderung interdisziplinärer Fortbildung. Seit 2002 engagiert sich die Stiftung national sowie international auch für Hilfsprojekte und hilft insbesondere schwer verletzten Kindern aus Katastrophengebieten mit einer orthopädietechnischen Versorgung.
Zusammen mit Peter Maffay rief er 2010 das Projekt Schutzräume für Kinder Duderstadt ins Leben. In einem Gebäudekomplex in der Marktstraße sind in Kooperation mit der Peter-Maffay-Stiftung Wohn- und Therapieräume für traumatisierte Kinder entstanden. Das Tabalugahaus steht seit 2012 für Kinder offen. Behinderungen oder Traumata sollen hier durch Gemeinschafts- und Naturerlebnisse therapiert werden. Im Jahr 2011 wurde Hans Georg Näder von Peter Maffay für den Deutschen Engagementpreis vom Bündnis für Gemeinnützigkeit nominiert.
Im Oktober 2015 wurde bekannt, dass Näder aus der CDU ausgetreten und in die FDP eingetreten ist. Er soll Bundesparteichef Christian Lindner als wirtschaftspolitischer Berater zur Seite stehen. Im Mai 2017 spendete er der FDP 100.000 Euro, ebenso im Oktober 2017. Im September 2017 spendete er auch der CDU 100.000 Euro.
Im Jahr 2021 spendete er eine halbe Million Euro an Parteien, aufgeteilt an FDP und CDU.
Hans-Georg Näder ist Initiator des Eichsfeld-Festivals. Das Eichsfeld-Festival fand bisher dreimal (2009, 2012 und 2019) in der Duderstädter Innenstadt für jeweils 3 Tage statt.

## Auszeichnungen

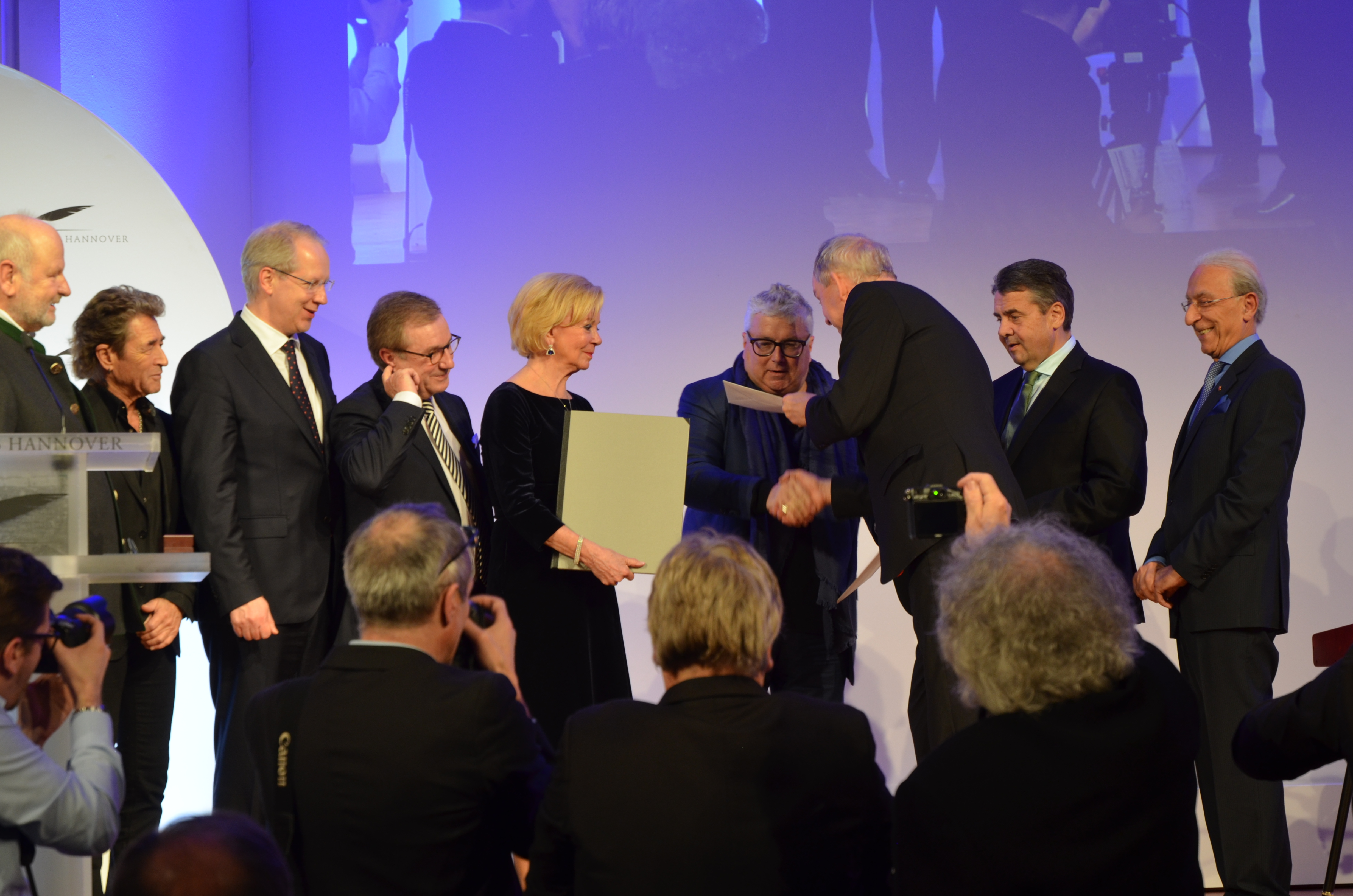
Hans Georg Näder (obere Reihe 6. von links) als Geehrter bei der Verleihung des Leibniz-Rings-Hannover 2017

- 2003: Deutscher Entrepreneur des Jahres, Sparte Industrie[73]
- 13. November 2003: Georg-Hohmann-Plakette der Deutschen Gesellschaft für Orthopädie und orthopädische Chirurgie (DGOOC)[74]
- 11. November 2005: Niedersächsischer Staatspreis[75]
- 2008: B.A.U.M. Umweltpreis des Bundesdeutschen Arbeitskreises für Umweltbewusstes Management e. V.[76]
- 1. Juli 2008: Weltrekord für die Ärmelkanal-Überquerung im Amphibienfahrzeug, Guinness-Buch der Rekorde, in 74:30 Minuten[77]
- 2008: Heinrich-Bürkle-de-la-Camp-Medaille von der Deutschen Gesellschaft für plastische und Wiederherstellungschirurgie für die Verdienste um die Medizintechnik[78]
- Dezember 2009: Auszeichnung zum Manager des Jahres von kma – Das Gesundheitswirtschaftsmagazin[79]
- 2010: Ehrenmitgliedschaft der Georg-August-Universität Göttingen[80]
- September 2011: Ehrenbürgerwürde der Stadt Duderstadt[81]
- September 2013: Ehrenpreis der American Orthotic & Prosthetic Association (AOPA) für Näders Lebenswerk[82]
- 30. November 2013: Ehrenpreis des Deutschen Behindertensportverbands[83]
- 19. Dezember 2017: LeibnizRingHannover[84][85]
- 18. Februar 2019: Heine-Hessing-Medaille in Gold des Bundesinnungsverbandes für Orthopädie-Technik[86]
- 2019: Verdienstorden der Bundesrepublik Deutschland (Verdienstkreuz 1. Klasse)

## Ämter
- Vorsitzender des Kuratoriums der Otto-Bock-Stiftung Duderstadt[87]
- Mitglied des Aufsichtsrats der Leipziger Messe, Leipzig[88]
- Mitglied des Zentralen Beirats der Commerzbank AG, Frankfurt am Main[89]
- Aufsichtsratsvorsitzender der Rohde AG, Nörten-Hardenberg[90]
- Mitglied des Vorstands ASU/BJU (Arbeitsgemeinschaft Selbstständiger Unternehmer/Bundesverband Junger Unternehmer – Regionalkreis Südniedersachsen)[91]
- Initiator und Vorsitzender des Stiftungsrates der SüdniedersachsenStiftung[92]
- Beiratsvorsitzender des Vereins Treffpunkt Stadtmarketing e. V.[93]
- Vorstandsmitglied der Bundesfachschule für Orthopädie-Technik, Dortmund[94]
- Mitglied im Stiftungsrat der Heinz Sielmann Stiftung[95]

## Vermögen
Auf der Forbes-Liste The World’s Billionaires 2015 wird das Vermögen von Hans Georg Näder mit ca. 2 Milliarden US-Dollar angegeben. Damit belegt er Platz 949 der reichsten Menschen der Welt.
Im deutschen Manager Magazin steht er im Jahr 2018 mit 2 Milliarden Euro auf Rang 90 der reichsten Deutschen.

## Publikationen (Auswahl)
Hans Georg Näder ist Herausgeber der Buchreihe Lebensraum Eichsfeld, in der die Bände Seeburger See, Burg Hanstein, Faces und im 20. Jahr nach der Grenzöffnung Zusammenwachsen – zusammen wachsen erschienen sind. Darüber hinaus wurde 2009 die dreibändige Firmen- und Familienchronik Bewegte Zeiten vorgestellt. Bisher sind insgesamt neun Titel im Prof. Hans Georg Näder Verlag erschienen:
- Letters from Turbulent Times, Duderstadt 2002, ISBN 978-3-936617-04-7
- Seeburger See (Lebensraum Eichsfeld Band 1), Duderstadt 2004, ISBN 978-3-00-015216-0
- 50 Jahre Otto Bock Betriebssportgemeinschaft, Duderstadt 2005, ISBN 978-3-00-015890-2
- Burg Hanstein (Lebensraum Eichsfeld Band 2), Duderstadt 2005, ISBN 978-3-00-017854-2
- Briefe aus bewegten Zeiten, Duderstadt 2005, ISBN 978-3-936617-40-5
- FACES – Gesichter des Eichsfeldes (Lebensraum Eichsfeld Band 3), Duderstadt 2006, ISBN 978-3-00-020557-6
- Zusammenwachsen – zusammen wachsen (Lebensraum Eichsfeld Band 4), Duderstadt 2008, ISBN 978-3-00-020621-4
- Bewegte Zeiten – Eine deutsch-deutsche Unternehmensgeschichte, Duderstadt 2009, ISBN 978-3-941847-01-9
- Unterwegs im Eichsfeld (DVD), Duderstadt 2010, ISBN 978-3-941847-00-2
- Der Papst im Eichsfeld (Lebensraum Eichsfeld Band 5), Duderstadt 2011, ISBN 978-3-941847-02-6
- Obsessions auf Bötzow, Verlag Bötzow Berlin 2014, ISBN 978-3-941847-20-0
- 100 Jahre Max Näder – der Mensch im Mittelpunkt, Duderstadt 2015, ISBN 978-3-941847-30-9
- Aufbruch in die Neue Welt! Reisebericht: Maria Näders Tagebuch ihrer Amerikareise 1956, Duderstadt 2017, ISBN 978-3-941847-37-8
- Mit offenen Augen (Max Näders Fotografien der fünfziger Jahre), Duderstadt 2017, ISBN 978-3-941847-36-1
- Futuring human mobility (Aufsatzsammlung), Steidl-Verlag, Göttingen 2019, ISBN 978-3-95829-636-7
- Begegnungen (2. Auflage), Steidl-Verlag, Göttingen 2021, ISBN 978-3-96999-046-9